# 中欧国際工商学院
中欧国際工商学院（ちゅうおうこくさいこうしょうがくいん、China Europe International Business School）略称CEIBSは中国上海市の浦東新区にある国際ビジネススクールである。1994年11月に中華人民共和国対外貿易経済合作部（現中華人民共和国商務部）と欧州委員会が合同で非営利の高等教育機関として設立、上海交通大学とEU(欧州連合）企業が出資をしている。経営学修士（MBA）課程、Executive MBA課程、Global EMBA課程、Finance MBA課程、Executive Educationプログラムが置かれており、すべての授業が英語で行われ、中国語での講義には英語の通訳が付く。学生数は1学年約190人で平均年齢は29歳。学生の約7割は中国人（外資系企業や大手国有企業出身者、高級官僚の子弟等のトップエリート；胡錦濤前国家主席の娘も過去に在籍）、約3割は外国人（世界各国の一流企業出身者等）である。"China Depth, Global Breadth"というテーマを掲げ、中華圏のビジネスや人脈形成に強みを持ちながらも、グローバルスタンダードのMBAプログラムを提供してきている。1994年の開校より10年あまりで、英国ファイナンシャル・タイムズの世界MBAランキングのトップ10入りをしている他、米国Forbes、NewsWeek等からもアジアNo.1のビジネススクールとの極めて高い評価を受けている。

## 沿革

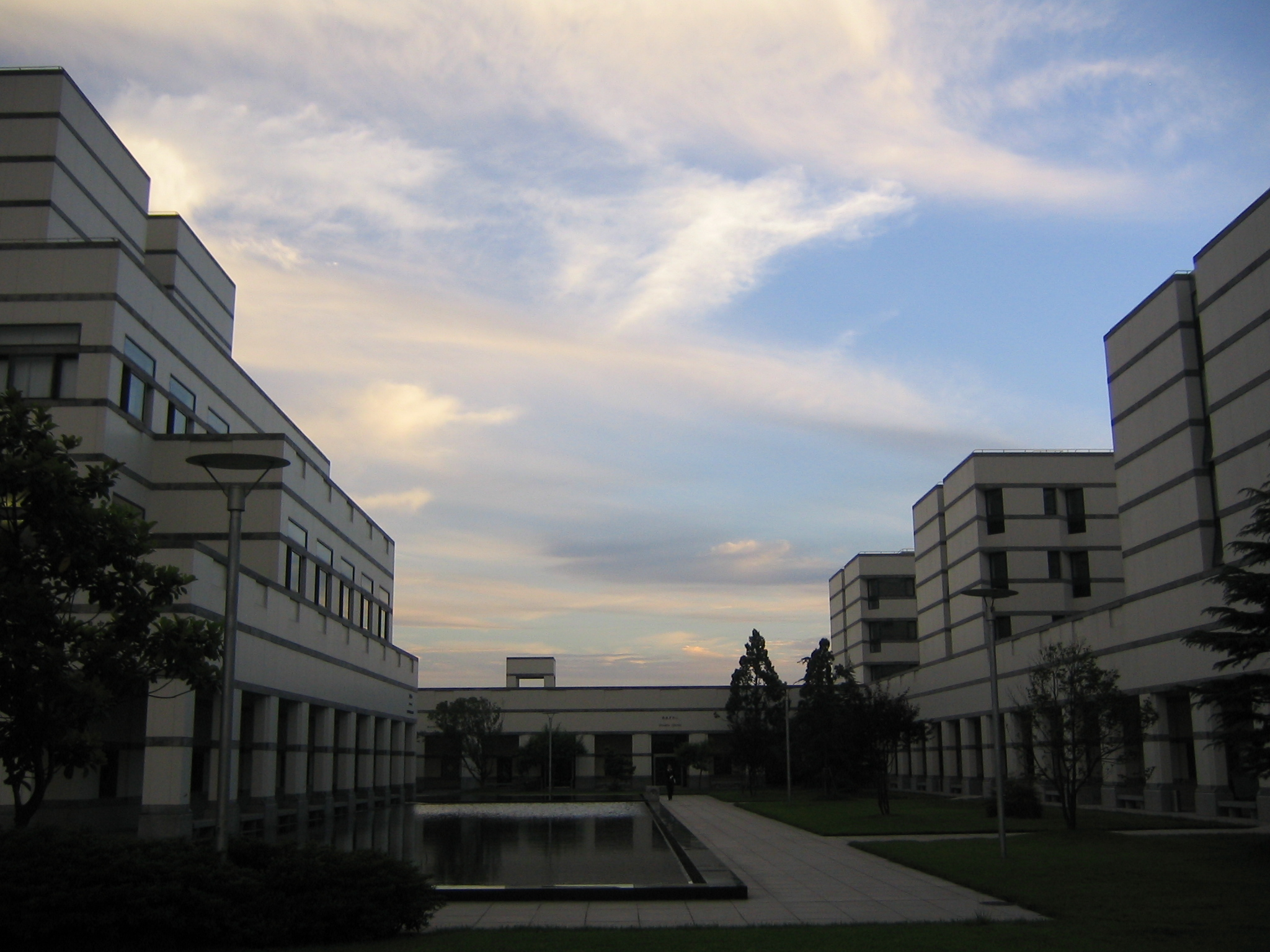
上海メインキャンパスの景色

CEIBSのMBAプログラムは英国ファイナンシャル・タイムズの世界MBAランキング（2019）にてアジア第1位、世界第5位にランクイン。 2009年にCEIBSはFT世界MBAランキングに中国のビジネススクールで初めてトップ10入りを果たした 。2016年に同社のランキングで世界第13位にランクインしたCEIBS EMBAプログラムは上海、北京、深圳を拠点に世界最大規模の700人以上のエグゼクティブ生徒を抱える。また、同スクールが提供する短期エグゼクティブ・プログラムには毎年10,000人以上の生徒が参加している。 
CEIBSは1994年に中国初の私立ビジネススクールとして上海市浦東地区に創設された。上海のメインキャンパスは有名な建築家であるHenry N. CobbとPei Cobb Freed & PartnersのIan Baderによってデザインされた。2011年に18ヶ月に渡る第3フェーズ建築が行われ、上海キャンパスは2倍の750万平方メートルにまで拡大。
2010年4月24日、CEIBSはIBM, Oracle, Neusoft 等の200以上のテクノロジー企業がリサーチセンターを置いている北京市中関村テクノロジー・パークに北京キャンパスをオープンした。これに伴い、同スクールの全教室数は2倍に拡大した。
北京キャンパスはスペイン系建築会社のIDOMによってデザインされ、EMBA課程とExecutive educationプログラムを設置している。毎年300人以上のEMBA課程卒業生と3000以上のExecutive educationプログラム卒業生を輩出している。
2009年5月、CEIBSはアフリカのガーナ共和国にキャンパスをオープンし、アフリカ初のEMBAプログラムを開講した 。また、CEIBSはアフリカにキャンパスを置く初めてのアジア系ビジネススクールとなった。
2015年11月、CEIBSはチューリッヒローランジ経営研究所を16.5百万フランで買収した。同時に、今後毎月200人以上の中国人マネージャーを教育する計画を発表している。
チューリッヒ経営研究所はCEIBSグローバルEMBAの支柱の一つとして、これまで様々なスタディ・ツアーや短期Executive educationプログラムを提供している。
現在、CEIBSを卒業した外国人生徒の80％はアジア・パシフィック圏内を拠点として活動している。

## 日本人学生
CEIBS MBAプログラムは1学生年あたり約190名だが、そのうち日本人留学生の数は、過去平均1～2名程度であった。ただし、近年のランキングの上昇と共に、日本人留学生の数も上昇し、ここ数年は平均５～７名程度が入学している。総合商社、投資銀行、コンサルティング、IT、製造業等、幅広いバックグラウンドの学生が学んでいる。日本人アルムナイはCEIBS公式ブログ等(CEIBS日本人アルムナイ MBA日記)を通じて連絡を取ったり、中国にてCEIBS同級生達によるアルムナイミーティングを通じて定期的に交流が行われている。